# L'estate di noi due
L'estate di noi due (The Last Summer (of You and Me)) è un romanzo di Ann Brashares. È il suo primo romanzo rivolto al pubblico adulto ed è stato pubblicato nel 2007.

## Trama
La storia è ambientata a Fire Island e in parte nella vicina New York. Alice e Riley sono due sorelle poco più che ventenni. Durante l'estate incontrano fin da piccole il loro comune amico e coetaneo Paul, la cui madre, vedova, è proprietaria di una casa sulla spiaggia a fianco della modesta abitazione delle ragazze. Alice è la sorella minore. Graziosa ed elegante, pensa di iscriversi alla Facoltà di Legge dell'Università di New York. Riley è invece un tipo atletico, bagnina sulla spiaggia dall'età di quindici anni, è dislessica ed ha frequentato corsi di sopravvivenza in Colorado. I tre condividono molti ricordi piacevoli di vita sulla spiaggia. Paul ritorna dalla California dopo tre anni di assenza ed è l'ultima estate che i tre possono trascorrere assieme. Alice e Paul si accorgono di nutrire vicendevolmente sentimenti che vanno oltre la semplice amicizia e finiscono per fare l'amore sulla spiaggia.
Una notte, durante la quale i due sono assieme di nascosto nella casa di Paul, c'è un allarme medico che Alice lascia correre, pensando si tratti di un vecchietto bisognoso di attenzioni. In realtà si tratta di sua sorella, che soffre di cardiopatia reumatica e abbisognava di essere trasportata in ospedale d'urgenza. Soffocata dai sensi di colpa, Alice abbandona l'isola per recarsi dalla sorella in ospedale, senza dare spiegazioni a Paul.
L'estate finisce. Riley è in attesa di un trapianto cardiaco, mentre Alice rimanda i suoi piani universitari per dare una mano alla famiglia lavorando. Paul non l'ha dimenticata e cerca di incontrarla. Alla fine Riley svela a Paul le proprie condizioni di salute, che gli aveva tenuto nascoste. La madre di Paul muore e lui vende la casa sulla spiaggia. Ma anche Riley muore. Paul e Alice finalmente si reincontrano sull'isola, dove vengono sparse le ceneri di Riley. I due fanno l'amore e lasciano per la prima volta assieme l'isola, andando a frequentare la stessa università.